# Lemma di Schwarz
In matematica, e in particolare in analisi complessa, il lemma di Schwarz descrive una proprietà delle funzioni olomorfe. Il lemma, che prende il nome da Hermann Amandus Schwarz, è un risultato minore, utilizzato per la dimostrazione di altri teoremi più importanti, come il teorema della mappa di Riemann. È uno dei risultati più semplici che caratterizzano la "rigidità" delle funzioni olomorfe, che non trova analogie nel comportamento delle funzioni reali.

## Enunciato
Sia {\displaystyle \displaystyle D=\{z:|z|<1\}} il disco aperto unitario nel piano complesso {\displaystyle \mathbb {C} } e sia {\displaystyle f\colon D\to {\overline {D}}} una funzione olomorfa che fissa l'origine, cioè {\displaystyle \displaystyle f(0)=0}. 
Allora valgono le seguenti relazioni:
- {\displaystyle |f(z)|\leq |z|\,\forall z\in D;}
- {\displaystyle |f'(0)|\leq 1.}

Inoltre, se esiste {\displaystyle z_{0}\in D-\{0\}} tale che
{\displaystyle |f(z_{0})|=|z_{0}|,}
oppure 
{\displaystyle \displaystyle |f'(0)|=1,}
allora {\displaystyle f\ } è una rotazione nel piano complesso: 
{\displaystyle f(z)=az\quad (|a|=1).}

## Dimostrazione
La dimostrazione sfrutta essenzialmente il teorema del massimo modulo, applicandolo alla funzione
{\displaystyle g(z)={\begin{cases}{\frac {f(z)}{z}}&{\text{se }}z\neq 0,\\f'(0)&{\text{se }}z=0,\end{cases}}}
che risulta essere analitica nel disco unitario. Considerando un arbitrario disco chiuso interno al disco unitario aperto
{\displaystyle D_{r}=\{z\in \mathbb {C} :|z|\leq r<1\},}
e applicando il teorema del massimo modulo si ha che per {\displaystyle z} interno al {\displaystyle \displaystyle D_{r}} e {\displaystyle z_{r}} sulla frontiera vale
{\displaystyle |g(z)|\leq |g(z_{r})|={\frac {|f(z_{r})|}{|z_{r}|}}\leq {\frac {1}{r}}.}
Dovendo questo valere per {\displaystyle r} arbitrariamente vicino a {\displaystyle 1}, risulta {\displaystyle |g(z)|\leq 1,} che è la prima parte della tesi.
Se valesse poi {\displaystyle |f(z)|=|z|} oppure {\displaystyle |f'(z)|=1} in un punto {\displaystyle z_{0}\in D,} allora la {\displaystyle g(z)} assumerebbe massimo all'interno del disco, cioè sarebbe una costante {\displaystyle a} di modulo {\displaystyle |a|=1}. Quindi {\displaystyle g(z)=a} cioè {\displaystyle f(z)=az} che è la tesi.

## Estensioni del teorema
Il teorema di Schwarz-Pick asserisce che, data una funzione olomorfa {\displaystyle f\colon D\to D}, valgono le seguenti relazioni (con {\displaystyle z_{1},z_{2},z\in D}):
- {\displaystyle \left|{\frac {f(z_{1})-f(z_{2})}{1-{\overline {f(z_{1})}}f(z_{2})}}\right|\leq {\frac {\left|z_{1}-z_{2}\right|}{\left|1-{\overline {z_{1}}}z_{2}\right|}};}
- {\displaystyle {\frac {\left|f'(z)\right|}{1-\left|f(z)\right|^{2}}}\leq {\frac {1}{1-\left|z\right|^{2}}}.}

Usando la metrica di Poincaré, definita dalla funzione:
{\displaystyle d(z_{1},z_{2})=\tanh ^{-1}\left({\frac {\left|z_{1}-z_{2}\right|}{\left|1-{\overline {z_{1}}}z_{2}\right|}}\right),}
la funzione {\displaystyle f} risulta essere una funzione contrattiva, in quanto accorcia le distanze tra i punti del piano (teorema di Schwarz–Ahlfors–Pick).
Se per una delle precedenti espressioni vale l'uguaglianza, allora {\displaystyle f} è un automorfismo analitico, espresso tramite una trasformazione di Möbius.
Il teorema di Schwarz può inoltre essere considerato come un caso particolare del teorema di de Branges.